# Spencer Williams (acteur)
Ne doit pas être confondu avec Spencer Williams.
Spencer Williams, né le 14 juillet 1893 à Vidalia (Louisiane) et mort le 13 décembre 1969 à Los Angeles (Californie), est un acteur, scénariste, réalisateur et producteur afro-américain. Il est principalement connu pour avoir réalisé le film The Blood of Jesus (1941) et pour son rôle d'Andy dans l'émission télévisée Amos 'n' Andy. Il est l'un des pionniers afro-américains du cinéma avec Oscar Micheaux.

## Biographie
Spencer Williams,,,,, dit Spencer Williams Jr., né le 14 juillet 1893 à Vidalia, en Louisiane, emménage à la fin de son adolescence à New York. Il commence à travailler la comédie sous la direction de Bert Williams, un comédien de vaudeville.

### Les débuts
Après ses études secondaires à la Natchez-Adams School District (Mississipi), Spencer Williams s'inscrit à l'université du Minnesota, il la quitte avant son Bachelor of Arts pour s'engager dans l'armée américaine pendant et après la Première Guerre mondiale, il sera démobilisé en 1923. Il retourne à New York, Voulant s'engager dans le monde du spectacle et intéressé par le développement du cinéma il partira à Hollywood où il commence à travailler avec le scénariste Octavus Roy Cohen, puis il commence à tenir des petits rôles dans divers films comme Tenderfeet, Cadet d'eau douce /Steamboat Bill Jr.. En 1927, il est engagé par le First National Pictures, puis en 1928 par la Christie Film Company comme scénariste, gagman , ingénieur du son et acteur pour participer à la réalisation de films destinés au public afro-américain : Melancholy Dame réalisé par Arvid E. Gillstrom, Music Hath Harms réalisé par Walter Graham, The Framing of the Shrew réalisé par Arvid E. Gillstrom, Oft in the Silly Night par Arvid E. Gillstrom.
En 1939, il est le scénariste de deux films : un "black western" Harlem Rides the Range (en) et une comédie d'horreur Son of Ingagi (en).

### Le réalisateur de cinéma
En 1941, Alfred Sack, directeur de la Sack Amusement Enterprises sise à Dallas, l'engage comme réalisateur. Enfin, en 1941, malgré un petit budget de 5000$, Spencer Williams peut tourner son premier film The Blood of Jesus,, ce sera un succès populaire auprès du public afro-américain. En 1949 il tourne Dirty Gerty avec en vedette Francine Everett.

### La télévision, la sérieAmos 'n' Andy
En 1946, la CBS souhaite programmer des émissions télévisées à destination du public afro-américain, leur choix se porte sur une série radiophonique Amos 'n Andy, créée par Freeman Gosden et Charles Correll en 1928, série très populaire auprès des afro-américains, dont la CBS achète les droits à la NBC en 1939. Amos 'n Andy sera la première émission de télévision américaine à être composée d'acteurs afro-américains et qui comptera 78 épisodes diffusés de 1951 à 1953. Les deux acteurs principaux sont Alvin Childress (en) dans le rôle d'Amos Jones et Spencer Williams dans celui d'Andrew Hogg Brown (Andy).
La série provoque des polémiques, la NAACP appelle au boycott, traitant les acteurs de la série d'Oncle Tom.

### Le retrait et la fin
Spencer Williams décède, le 13 décembre 1969, des suites d'une insuffisance rénale majeure au West Los Angeles VA Medical Center (en) de Los Angeles. En tant qu'ancien combattant de la Première Guerre mondiale il repose au Los Angeles National Cemetery (en).

## Héritage
Son film The Blood of Jesus est le premier film afro-américain inscrit au National Film Registry en 1991, c'est la sortie du purgatoire.
Les films de Spencer Williams comme ceux d'Oscar Micheaux et d'autres productions afro-américaines ont souffert de la ségrégation et des préjugés racistes, bien loin de Hollywood et des circuits habituels de la production filmographique, son nom est absent des ouvrages américains de référence sur le cinéma comme l'International Dictionary of Films and Filmmakers ou le The New Biographical Dictionary of Film dans leurs éditions respectives de 2000 et 2002. Le décès de Spencer Williams ne fait l'objet que d'un entrefilet tardif dans la rubrique nécrologique du New York Times du 24 décembre 1969
En 2015, le Museum of Modern Art (MoMa) de New York organise une rétrospective des films de Spencer Williams.

## Filmographie

### Acteur
- Tenderfeet (court métrage, 1928)
- Melancholy Dame (court métrage, 1929)
- Music Hath Harms (court métrage, 1929)
- The Framing of the Shrew (court métrage, 1929)
- Oft in the Silly Night (court métrage, 1929)
- The Lady Fare (court métrage, 1929)
- Brown Gravy (court métrage, 1929)
- Fowl Play (court métrage, 1929)
- The Widow's Bite (court métrage, 1929)
- Georgia Rose (1930)
- Reno (1930)
- The Virginia Judge (1935)
- Coronado (1935)
- Harlem on the Prairie (1937)
- Two-Gun Man from Harlem (1938)
- The Bronze Buckaroo (1939)
- Harlem Rides the Range (1939)
- Bad Boy (1939)
- Son of Ingagi (1940)
- Toppers Take a Bow (court métrage, 1941)
- The Blood of Jesus (1941)
- Brother Martin: Servant of Jesus (1942)
- Of One Blood (1944)
- Go Down, Death! (1944)
- Beale Street Mama (1946)
- The Girl in Room 20 (1946)
- Dirty Gertie from Harlem U.S.A. (1946)
- Juke Joint (1947)
- Rhapsody of Negro Life (court métrage, 1949)
- Amos 'n' Andy (série TV, 78 épisodes, 1951-1955)
- Bourbon Street Beat (série TV, 1 épisode 1959)

### Réalisateur
- The Blood of Jesus (1941)[23]
- Brother Martin: Servant of Jesus (1942)
- Marching On! (1943)
- Of One Blood (1944)
- Go Down, Death! (1944)
- Harlem Hotshots (court métrage, 1945)
- Beale Street Mama (1946)
- The Girl in Room 20 (1946)
- Jivin’ in Be-Bop (documentaire, 1946)
- Dirty Gertie from Harlem U.S.A. (1946)
- Juke Joint (1947)
- Rhapsody of Negro Life (court métrage, 1949)